# Вельтен, Поль
Поль Вельтен (фр. Paul Velten; род. 10 августа 1993, Ханой) — французский шахматист, гроссмейстер (2018), обучался в клуб Cote Basque Echecs шахматам, стал международным гроссмейстером с 2018 года.
По состоянию на 1 июля 2019 года Пол Вельтен является 19-м французским игроком с рейтингом Elo в 2 513 баллов.

## Молодость
Пол Вельтен вырос в городе Байонна на Атлантических Пиренеях. В школе учился плохо, что подвигло его ходить в шахматный клуб.

## Рекорды и карьера
Пол Вельтен стал мастером ФИДЕ в 2011 году и международным мастером в 2013 году.
Он дважды выигрывал чемпионат Франции среди юниоров (до 20 лет), в 2012 году в Ним, а затем в 2013 году в Сен-Поль-три-Шато.

### Международный гроссмейстер
Он попал в ТОП-12, со своим клубом Шалон-ан-Шампань, в 2015, а затем в 2016.
25 февраля 2018 года он получил титул международный гроссмейстер после выполнения своего третьего стандарта в южной группе  дивизиона Бундеслиги, немецкого клубного чемпионата.
В августе 2018 года Поль Вельтен занял третье место в чемпионате Франции.

## Спортивные результаты
| Год       | Город         | Турнир                                          | + | − | = | Результат | Место  |
| --------- | ------------- | ----------------------------------------------- | - | - | - | --------- | ------ |
| 2012      | Сан-Себастьян | «35 Open Internacional Ciudad de San Sebastian» | 6 | 1 | 2 | 7 из 9    | [ 6 ]  |
|           | Эльгойбар     | «Torneo Magistral Inter.de Elgoibar»            | 4 | 3 | 2 | 5 из 9    | [ 7 ]  |
| 2013      |               |                                                 | 6 | 0 | 3 | 7½ из 9   | [ 8 ]  |
| 2015      |               | «Team 2015 — Top 12»                            | 5 | 0 | 4 | 7 из 9    | [ 9 ]  |
| 2016      |               | «Team 2016 — Top 12»                            | 3 | 2 | 5 | 5½ из 10  | [ 10 ] |
| 2017/2018 |               | «2. Bundesliga Süd»                             | 3 | 0 | 6 | 6 из 9    | [ 11 ] |
|           |               |                                                 |   |   |   | из        |        |

## Изменения рейтинга
| Графики недоступны из-за технических проблем. См. информацию на Фабрикаторе и на mediawiki.org. |